# ارباب حلقه‌ها: دو برج (بازی ویدئویی)
ارباب حلقه‌ها: دو برج (به انگلیسی: The Lord of the Rings: The Two Towers) یک بازی ویدئویی منتشر شده توسط شرکت الکترونیک آرتز است. این بازی در تاریخ ۲۱ اکتبر ۲۰۰۲ عرضه شده و سازنده آن استورمفرانت استودیوز است.

## خلاصه داستان
پس از یک مرحله آموزشی که بازیکن ایسیلدور را در نبرد آخرین اتحاد کنترل می‌کند، بازی با صحنه‌ای از آراگورن (با صداپیشگی ویگو مورتنسن) آغاز می‌شود که می‌گوید: "من وارث ایسیلدور هستم، نه خود ایسیلدور. سرنوشت من از آنِ خودم است." او سپس به هلمز دیپ می‌رود تا در برابر حمله ارک‌ها و اروک‌های سارومان مقاومت کند. بر فراز دیوارها، او برای ائووین (کارول روگیر) از مواجهه‌هایش با دشمن پیش از رسیدن به آنجا می‌گوید.
پس از اولین ملاقاتش با هابیت‌ها، گروه در ودرتاپ توقف می‌کنند، اما مورد حمله نازگول قرار می‌گیرند. آراگورن آن‌ها را می‌راند، اما نه قبل از آنکه فرودو (الیجاه وود) توسط ویچ کینگ با تیغه مورگول زخمی شود. گروه به ریوندل می‌رسند، جایی که فرودو درمان می‌شود. شورای الروند سپس گروهی نه‌نفره تشکیل می‌دهد تا حلقه را برای نابودی به موردور ببرند: فرودو (حامل حلقه)، سام، مری، پیپین، گندالف، آراگورن، بورومیر، لگولاس و گیملی.
در تلاش برای عبور از کوه کارادراس، یک طوفان برف باعث رانش بهمن می‌شود و مسیر را می‌بندد. گروه با اکراه تصمیم می‌گیرند تنها راه عبور از کوه‌های مه‌آلود، گذر از زیر آنها از طریق معادن گابلین‌های موریا باشد. آنها به دروازه دورین می‌رسند، اما توسط "نگهبان" مورد حمله قرار می‌گیرند. پس از کشتن موجود، به داخل موریا ادامه می‌دهند. در آنجا، گیملی (جان ریس-دیویس) با وحشت می‌فهمد که پسرعمویش بالین مرده است. در این تالار مازاربول، گروه مقبره بالین و گزارشی از چگونگی تسخیر معدن توسط گابلین‌ها را پیدا می‌کنند. سپس گروه مورد حمله انبوهی از گابلین‌ها و یک ترول غار قرار می‌گیرد.
گروه موفق می‌شود مهاجمان را دفع کند و به خروجی برسد، اما در حین عبور از پل خازاددوم با بالروگ مواجه می‌شوند و گندالف (ایان مک‌کلن) با فداکاری خود به دیگران اجازه فرار می‌دهد. این بخش از داستان، ماجراجویی حماسی گروه یاران را در مواجهه با خطرات مختلف و فداکاری‌های بزرگ به تصویر می‌کشد.